# 14P/Wolf
14P/Wolf, komet komet Jupiterove obitelji.